# Distretto di Kurucaşile
Il distretto di Kurucaşile (in turco Kurucaşile ilçesi) è uno dei distretti della provincia di Bartın, in Turchia.